# Мій власний штат Айдахо
«Мій власний штат Айдахо» (англ. My Own Private Idaho) — фільм режисера та автора ідеї Ґас Ван Сента. Стрічка є так званим незалежним кіно.
Українською фільм був озвучений для телеканалу «Інтер».

## Сюжет
Майк — хаслер, який потерпає від нарколепсії, та зовсім не має засобів для існування. Скотт — син мера Портланда, вулична поведінка і чоловіча проституція для нього — бунт. Разом хлопці вирушають в подорож у пошуках мами Майка, яка приводить їх в Айдахо, і далі в Італію і назад в Портланд…
Сюжет перегукується із мотивами п'єс Шекспіра Генріх IV (частина перша), Генріх IV (частина друга), Генріх V.

## В ролях
| • Рівер Фенікс   | … | Майк Вотерс              |
| • Кіану Рівз     | … | Скотт Фейвор             |
| • Джеймс Руссо   | … | Річард Вотерс            |
| • Вільям Річерт  | … | Боб Піджен               |
| • К'яра Казеллі  | … | Кармела                  |
| • Удо Кір        | … | Ханс                     |
| • Родні Харві    | … | Гері                     |
| • Джеймс Кевізел | … | працівник в авіакомпанії |

## Прем'єра й сприйняття
У березні 2016 року фільм увійшов до рейтингу 30-ти найвидатніших ЛГБТ-фільмів усіх часів, складеному Британським кіноінститутом (BFI) за результатами опитування понад 100 кіноекспертів, проведеного до 30-річного ювілею Лондонського ЛГБТ-кінофестивалю BFI Flare.

## Музика в фільмі
- «Cattle Call» — Едді Арнольд
- «Deep Night» — Руді Валлі
- «Mr. Klein» — Удо Кір та Том Докупіл
- «Home on the Range» — Білл Стаффорд
- «America the Beautiful» — Білл Стаффорд

## Нагороди та номінації
- 1991 — Кубок Вольпі за найкращу чоловічу роль Венеційського кінофестивалю (Рівер Фенікс), а також номінація на Золотого Лева (Гас Ван Сент).
- 1992 — три премії «Незалежний дух»: найкраща чоловіча роль (Рівер Фенікс), найкращий сценарій (Гас Ван Сент), найкраща музика до фільму (Білл Стеффорд), а також три номінації: найкращий фільм (Лорі Паркер), найкращий режисер (Гас Ван Сент), найкраща операторська робота (Ерік Алан Едвардс, Джон Кемпбелл).
- 1993 — премія Гільдії продюсерів США багатообіцяючому продюсеру художнього фільму (Лорі Паркер).